# ドニプロ・ウクライナ
ドニプロ・ウクライナ（ウクライナ語：Наддніпрянська Україна）あるいはナドドニプリャーンシチナ（ウクライナ語：Наддніпрянщина）は、ドニプロ川の中流に広がるウクライナの歴史的地名である。現在のキエフ州、ポルタヴァ州、ならびにチェルニーヒウ州の西部、キロヴォフラード州とチェルカースィ州の中部、ヴィーンヌィツャ州とジトーミル州の東部にあたる地域である。

## 概要
「ナドドニプリャーンシチナ」の地名は16世紀末以降、「ドニプロ・ウクライナ」の地名は17世紀以降の史料で見られる。本来、その地名は、キエフを中心とした地域を指していたが、ウクライナ人による南方の森林草原の植民地化によってより広い地域を包括するようになった。
1648年、ドニプロ・ウクライナにフメリニツキーの乱が勃発し、当地域はウクライナ・コサック国家の本土となった。しかし、1667年のアンドルーシウ条約によりその国家の領土はポーランドとロシアの間に分割され、ドニプロ・ウクライナは右岸ウクライナと左岸ウクライナに分かれた。分裂は1789年、第2のポーランド分割が行われるまで続いた。
19世紀後半から「ドニプロ・ウクライナ」という概念は、帝政ロシアの支配下にウクライナ人が居住した地域全体を指す用語となった。また、ドニプロ・ウクライナは「大ウクライナ」と呼ばれたこともあり、オーストリア帝国の支配下にあった西ウクライナ（ガリツィアとブコビナ）とならんで、ウクライナ人の本土をなしていた。
1917年にドニプロ・ウクライナはウクライナ人民共和国の中心地となったが、1918年から1920年にかけて続いたウクライナの内戦期の末にボリシェヴィキ系のウクライナ・ソビエト社会主義共和国の領土となった。
現在、ドニプロ・ウクライナという地域は1991年にソ連から独立したウクライナが所有している。